# Saint-Martin-Sainte-Catherine
Saint-Martin-Sainte-Catherine é uma comuna francesa na região administrativa da Nova Aquitânia, no departamento de Creuse. Estende-se por uma área de 27,27 km². Em 2010 a comuna tinha 348 habitantes (densidade: 12,8 hab./km²).